# Захарово (Байдаровское сельское поселение)
Заха́рово — деревня в Никольском районе Вологодской области.
Входит в состав Байдаровского сельского поселения, с точки зрения административно-территориального деления — в Байдаровский сельсовет.
Расстояние по автодороге до районного центра Никольска — 13 км, до центра муниципального образования Байдарово — 7 км. Ближайшие населённые пункты — Травино, Петряево, Шалашнево.
По переписи 2002 года население — 44 человека (21 мужчина, 23 женщины). Преобладающая национальность — русские (96 %).